# زامبی‌ها در رزیدنت ایول
زامبی‌ها آنتاگونیست‌های تکرارشونده‌ای در دنیای خیالی مجموعه رزیدنت ایول، ساخته کمپانی ژاپنی سازنده بازی‌های ویدیویی کپکام هستند. آن‌ها برای اولین بار در بازی ویدیویی رزیدنت ایول در سال ۱۹۹۶ ظاهر شدند و موجوداتی جهش‌یافته با تمایلات آدمخواری و نکروز شدید پوستی هستند که در مجموعه منشا آن‌ها از دیدگاه علمی توضیح داده شده است. برخلاف زامبی‌ها در دیگر آثار ژانر ترسناک و فانتزی که به‌طور سنتی به‌عنوان زنده شدن مردگان با منشأ اسطوره‌ای و یا ماوراء طبیعی ارائه می‌شوند، زامبی‌ها در مجموعه رزیدنت ایول معمولاً با استفاده از سلاح‌های بیولوژیکی، دستکاری ژنتیکی و یا هم‌زیستی انگلی ایجاد می‌شوند. دنباله‌های بعدی مجموعه، انواع دیگری از زامبی‌ها و همچنین موجودات مرتبط را نشان می‌دهند که به عنوان آنتاگونیست‌های چابک‌تر، شریرتر و باهوش‌تر معرفی می‌شوند.
زامبی‌ها و موجودات مرتبط با فرانچایز رزیدنت ایول، در سری بازی‌های ویدیویی و همچنین اقتباس‌های فیلم، به‌طور گسترده به عنوان یکی از به یاد ماندنی‌ترین تصاویر بازی‌های ویدیویی از مضامین ترسناک شناخته می‌شوند و عنصری تأثیرگذار از ژانر ترس و بقا را نشان می‌دهند. آثار متعددی با مضامینی مشابه الهام گرفته‌اند.